# Pamir (rijeka)
Rijeka Pamir je dijeljena rijeka koja se nalazi u pokrajini Badahšan u Afganistanu i u Gorno-Badahšan u Tadžikistanu. Pritok je rijeke Panj i čini sjevernu granicu afganistanskog okruga Wakhan.

## Tok rijeke
Rijeka ima svoje izvore u planinama Pamir u krajnjem istočnom dijelu Gorno-Badahšan, Tadžikistan. Protječe između planinskog lanca Alichur na sjeveru i okruga Wakhan na jugu. Polazi od jezera Zorkul, na visini od 4.130 m, a zatim teče prema zapadu, a kasnije prema jugozapadu. U blizini grada Langara, na 2.799 m, sutokom s rijekom Wakhan tvori rijeku Panj. Pamir cijelom svojom dužinom čini granicu između Afganistana i Tadžikistana. Sjeverozapadno od Langara je 6,726 m visoki Vrh Karla Marxa i Vrh Engelsa  (6,507 m). 

## Promet
Cesta vodi uz rijeku na tadžičkoj strani do Harguša gdje skreće na sjever da bi se spojila s Pamirskom autocestom. Cesta slabije kvalitete nastavlja se istočno pored Zorkula, gotovo do kineske granice.

## Povijest istraživanja
Škotski istraživač John Wood bio je prvi poznati Europljanin koji je pokušao pronaći izvor rijeke Oxus ili Pamir. Pionirsko putovanje poduzeo je 1839. godine i stigao do jezera Zorkul.

## Vanjske poveznice
|  | Zajednički poslužitelj ima još gradiva o temi Pamir (rijeka) |

1. ↑  Keay, J. (1983) When Men and Mountains Meet ISBN 0-7126-0196-1 Chapter 9